# Lechosław Gruszczyński
Lechosław Tadeusz Gruszczyński (ur. 24 maja 1930 w Sosnowcu) – polski działacz partyjny i państwowy, inżynier energetyk, doktor nauk technicznych, podsekretarz stanu w Ministerstwie Energetyki i Energii Atomowej (1979–1981).

## Życiorys
Syn Tadeusza i Julii, uzyskał wykształcenie wyższe inżynierskie. W 1975 doktoryzował się w zakresie elektroenergetyki na Politechnice Poznańskiej na podstawie napisanej pod kierunkiem Stanisława Góry pracy pt. Analiza zawodności bloków energetycznych dużej mocy na tle współpracy z dużym systemem elektroenergetycznym. Od 1947 należał do Polskiej Partii Robotniczej, od 1948 do Polskiej Zjednoczonej Partii Robotniczej. Od 1971 do 1980 wchodził w skład Komitetu Centralnego PZPR, od 1972 w skład Komitetu Wojewódzkiego PZPR w Poznaniu, a od 1981 do 1981 w skład Centralnej Komisji Rewizyjnej PZPR. W listopadzie 1978 powołany na stanowisko Głównego Inspektora Gospodarki Energetycznej, pozostał nim do listopada 1979, następnie do lipca 1981 był podsekretarzem stanu i I zastępcą ministra w Ministerstwie Energetyki i Energii Atomowej. Odwołano go decyzją sekretariatu KC PZPR. W latach 1981–1983 przewodniczył radzie programowej czasopisma naukowego „Energetyka”.
W 1964 wyróżniony Nagrodą Miasta Poznania i Województwa Poznańskiego za rok 1964 (zespołową nagrodą techniczno-przemysłową). W 1978 odznaczony Odznaką Honorową Miasta Kalisza.